# Särskilda Skyddsgruppen
Särskilda skyddsgruppen (Grupo de Proteção Especial, ou SSG) foi uma força de elite da Suécia.
Foi criada em 1994. Em 2011 se fundiu com a Särskilda Inhämtningsgruppen (SIG) para criar a Särskilda operationsgruppen (SOG).